# Hieracium graciliusculum
Hieracium graciliusculum là một loài thực vật có hoa trong họ Cúc. Loài này được (Zahn) Omang mô tả khoa học đầu tiên.